# Kora (buddismo)

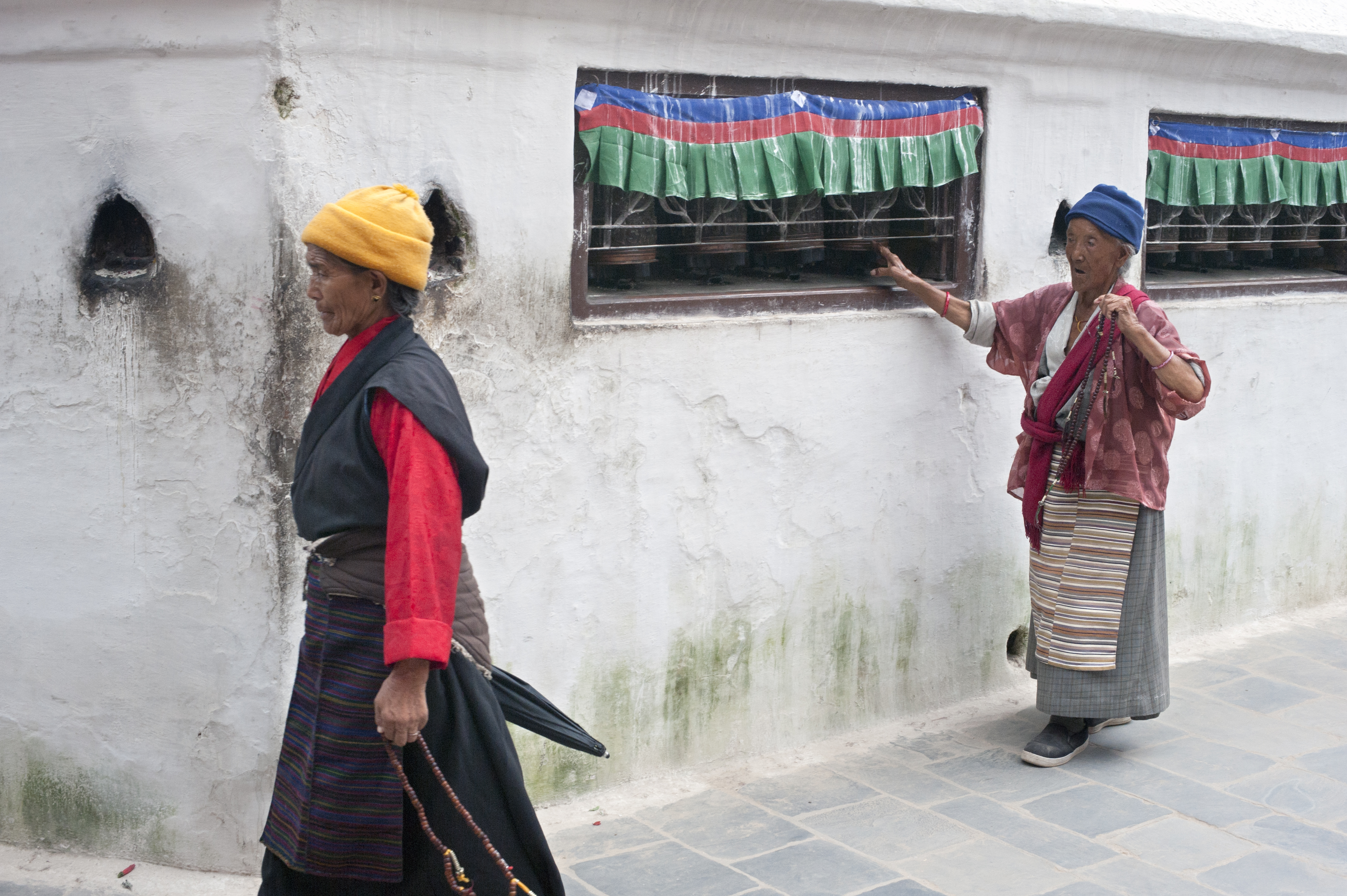
Kora intorno al chörten di Boudhanath, a Katmandu. Una donna fa girare le ruote della preghiera.

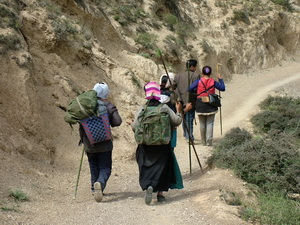
Un gruppo di pellegrini sul percorso Kawa Karpo Kora, un arduo percorso di 240 km con 12 tappe attraverso le montagne.

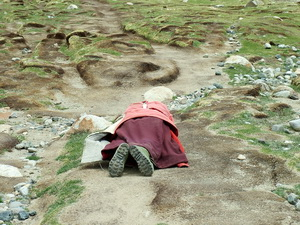
Un pellegrino in prossimità del monte Kailash si prostra.

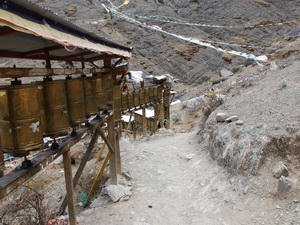
Un percorso per il kora in prossimità del monastero di Tashilhunpo, uno dei più importanti di tutto il Tibet.

Kora (tibetano: སྐོར་ར, Wylie: skor ra, THL: kor ra) è una parola della lingua tibetana che significa "circumambulazione" o "rivoluzione". Per kora si intende sia l'azione del pellegrinaggio sia un tipo di pratica meditativa presente nelle tradizioni del Buddismo tibetano e del Bön. Il praticante esegue un kora facendo una circumambulazione intorno a un sito o un oggetto sacro, di solito come tappa intermedia di un pellegrinaggio, di una cerimonia o di un semplice rito. In termini più generali, è un termine che viene spesso utilizzato per riferirsi all'intera esperienza di pellegrinaggio nelle regioni tibetane.

## Descrizione della pratica
Per indicare il "pellegrinaggio", i tibetani usano in genere il termine nékor (tibetano: གནས་སྐོར, Wylie: gnas skor), letteralmente "circolare intorno a un edificio", facendo riferimento alla pratica della circumambulazione, ritenuta capace di avere influenze positive su colui che la compie. Con il termine né o néchen (tibetano: གནས་ཆེན, Wylie: gnas chen) ci si riferisce invece ad un luogo o un oggetto sacro, dotato della capacità di influenzare positivamente chi compie la pratica.
I né solitamente sono di quattro tipi:
- Siti naturali: i né di maggiore importanza sono le montagne considerate sacre e i laghi. Essi coprono vaste aree, di estensione a volte pari a centinaia di chilometri quadrati. All'interno di queste aree i punti che emanano energie positive sono generalmente cime, rocce, grotte, sorgenti, confluenze e luoghi adibiti alla pratica della sepoltura celeste. La Kora associata a questi siti naturali può comportare un duro viaggio su lunghe distanze, attraverso un alti valichi e terreni difficili. In Tibet le mete di kora sono solitamente il monte Kailash e il lago Manasarovar.[1][2][3][4]
- Luoghi di origine artificiale, come città, templi, monasteri, eremi, stupa e chörten. In Nepal i percorsi di kora principali includono lo Swayambhunath e il Boudhanath, situati entrambi nella valle di Katmandu, mentre in Tibet essi si svolgono intorno al Palazzo del Potala o presso il tempio di Jokhang, entrambi nella città di Lhasa.
- terre nascoste (beyul): terre segrete o nascoste; regni paradisiaci situati nelle aree più remote dell'Himalaya.[5][6]
- santi: un pellegrinaggio può anche avere lo scopo di rendere omaggio a una persona santa, in tal caso considerata un né.

Il pellegrino è conosciuto come né korwa, letteralmente "colui che circonda un né" (tibetano: གནས་སྐོར་བ, Wylie: gnas skor ba), con evidente riferimento all'azione della circumambulazione in quanto parte integrante del viaggio. I pellegrini cercano infatti di generare meriti karmici (puṇya) eseguendo giri di kora, generalmente eseguita camminando o prostrandosi ripetutamente mentre si girano ruote della preghiera e si recitano mantra. I pellegrini buddisti solitamente emulano il percorso del sole e girano in senso orario, mentre i seguaci del Bön si muovono tradizionalmente in senso antiorario.